# Hans Pulver
Hans Pulver (28 december 1902 – Bern, 8 april 1977) was een Zwitsers voetballer, die speelde als doelman. Na zijn actieve loopbaan was hij werkzaam als trainer-coach. Hij overleed op 74-jarige leeftijd.

## Clubcarrière
Pulver speelde zijn gehele carrière voor BSC Young Boys. Met die club won hij eenmaal de landstitel en eenmaal de Zwitserse beker.

## Interlandcarrière
Pulver kwam 22 keer uit in het Zwitsers nationaal elftal. Onder leiding van de Engelse bondscoach Teddy Duckworth nam hij met zijn vaderland deel aan de Olympische Spelen 1924 in Parijs, waar de Zwitsers de zilveren medaille wonnen. In de finale verloor de ploeg met 3–0 van Uruguay, dat de revelatie van het toernooi werd.

## Erelijst
BSC Young Boys
- Zwitsers landskampioen

1929
- Beker van Zwitserland

1930